# Wamba (territoire)
Pour les articles homonymes, voir Wamba.
Le territoire de Wamba est une entité administrative déconcentrée de la province du Haut-Uele en république démocratique du Congo.

## Géographie
Il s'étend au sud de la province.

## Commune
Le territoire compte une commune rurale de moins de 80 000 électeurs.
- Wamba, (7 conseillers municipaux)

## Chefferies et secteur
Il est composé de 11 collectivités (10 chefferies et 1 secteur) :
| Subdivision                 | Statut    |
| --------------------------- | --------- |
| Bafwagada                   | Chefferie |
| Bafwakoi                    | Chefferie |
| Balika-Toriko               | Chefferie |
| Mahaa                       | Chefferie |
| Makoda                      | Chefferie |
| Malamba                     | Chefferie |
| Malika-Ateru                | Chefferie |
| Mangbele                    | Chefferie |
| Timoniko                    | Chefferie |
| Wadimbisa                   | Chefferie |
| Mabudu Malika Babyeru (MMB) | Secteur   |

## Histoire contemporaine
En 1964, pendant la révolte des Simbas, 8 prêtres de la congrégation des Prêtres du Sacré-Cœur de Saint-Quentin furent assassinés  (10 à Kisangani et 7 à Bafwasende)[pas clair].